# ريبوستاميسين
ريبوستاميسين (بالإنجليزية: Ribostamycin)‏ هو مضاد حيوي من مركبات الأمينوسيكليتول وينتمي لعائلة الأمينوغليكوزيدات. يتم عزله من نوع (Streptomyces ribosidificus) المنتمي لجنس بكتيريا المتسلسلة، وتم التعرف على هذا النوع بالأصل من عينة ترابية من مدينة تسو الواقعة بمحافظة ميه اليابانية. يتألف من ثلاثة وحدات فرعية حلقية: 2-ديوكسي ستريبتامين (DOS)، و نيوسامين C، وريبوز. يعد ريبوستاميسين بالإضافة إلى أمينوغليكوزيدات أخرى ذات وحدة (DOS) الفرعية من الطيف الواسع للمضادات الحيوية ذات الاستخدام الهام ضد فيروس عوز المناعة عند البشر وتعتبرها منظمة الصحة العالمية مضادات بكتيرية هامة للغاية. في وقت تزايد فيه القلق إزاء مقاومة المضادات الحيوية المنتمية لعائلة الأمينوغليكوزيدات مثل ريبوستاميسين. تضم البكتيريا المقاومة أنظيمات تفوم بتعديل البنية من خلال عمليات الفسفرة والأستلة، وتمنع المضاد الحيوي من القدرة على التفاعل مع الرنا الريبوسومي الخاص بالبكتيريا.